# Iliass Bel Hassani
Iliass Bel Hassani (Rotterdam, 16 september 1992) is een Nederlands-Marokkaans voetballer die doorgaans als aanvallende middenvelder speelt, maar ook als aanvaller uit de voeten kan.

## Clubcarrière

### Sparta Rotterdam
Bel Hassani begon met voetballen bij SVVSMC en werd daarna opgenomen in de c-jeugd van Sparta Rotterdam. Hij maakte op 22 augustus 2010 zijn debuut in het eerste elftal, tijdens een wedstrijd in de Eerste divisie uit tegen RBC Roosendaal. Hij tekende in het seizoen 2010/11 voor zijn eerste doelpunt, in een uitwedstrijd tegen FC Den Bosch. Bel Hassani tekende in de zomer van 2011 zijn eerste profcontract bij Sparta. Hij maakte in een thuiswedstrijd tegen FC Oss een goal en gaf in de laatste minuut ook een assist: eindstand 2-2. Hierna kreeg hij een basisplaats toebedeeld. Tegen Almere City FC scoorde hij opnieuw en in een thuiswedstrijd tegen Go Ahead Eagles gaf hij drie assists. Tijdens zijn tweede seizoen in het betaald voetbal gaf hij tien assists en won hij een Gouden Stier voor grootste talent van de Eerste divisie.

### Heracles Almelo
Bel Hassani tekende op 2 september 2013 bij Heracles Almelo. Hiervoor maakte hij zijn debuut in de Eredivisie. Hij groeide ook in Almelo uit tot basisspeler. Hij stond in het seizoen 2014/15 met Heracles tot twee speelronden voor het einde op een degradatieplaats. Een jaar later werden zijn ploeggenoten en hij zesde en dwongen ze via de play-offs 2016 voor het eerst in de clubhistorie plaatsing voor Europees voetbal af. Tegenstander FC Arouca was in augustus 2016 in de voorrondes van de Europa League de eerste en direct laatste tegenstander in Heracles' eerste Europese deelname.

### AZ
Op de laatste dag van de transferperiode, op 31 augustus 2016 nam AZ Bel Hassani over van Heracles Almelo. Hij ging daar met rugnummer 18 spelen. Op 10 september 2016 maakte Bel Hassani zijn debuut voor AZ, in de met 2-0 gewonnen thuiswedstrijd tegen Willem II.Voor het restant van het seizoen 2018/19 werd hij uitgeleend aan FC Groningen.

### PEC Zwolle
Op 2 juli 2019 verruilde Bel Hassani AZ voor PEC Zwolle. In Zwolle tekende hij een 2-jarig contract met een optie voor nog een seizoen. Na een half seizoen in Zwolle tekende hij een contract bij het Qatarese Al-Wakrah SC.

## Statistieken
| Seizoen         | Club             | Competitie      | Competitie | Competitie | Beker | Beker | Internationaal | Internationaal | Overig | Overig | Totaal | Totaal |
| Seizoen         | Club             | Competitie      | Wed.       | Dlp.       | Wed.  | Dlp.  | Wed.           | Dlp.           | Wed.   | Dlp.   | Wed.   | Dlp.   |
| --------------- | ---------------- | --------------- | ---------- | ---------- | ----- | ----- | -------------- | -------------- | ------ | ------ | ------ | ------ |
| 2010/11         | Sparta Rotterdam | Eerste divisie  | 7          | 1          | 0     | 0     | 0              | 0              | 0      | 0      | 7      | 1      |
| 2011/12         | Sparta Rotterdam | Eerste divisie  | 30         | 5          | 3     | 3     | 0              | 0              | 2      | 1      | 35     | 9      |
| 2012/13         | Sparta Rotterdam | Eerste divisie  | 33         | 9          | 1     | 0     | 0              | 0              | 4      | 1      | 38     | 10     |
| 2013/14         | Sparta Rotterdam | Eerste divisie  | 5          | 1          | 0     | 0     | 0              | 0              | 0      | 0      | 5      | 1      |
| 2013/14         | Heracles Almelo  | Eredivisie      | 26         | 2          | 2     | 0     | 0              | 0              | 0      | 0      | 28     | 2      |
| 2014/15         | Heracles Almelo  | Eredivisie      | 31         | 4          | 3     | 0     | 0              | 0              | 0      | 0      | 34     | 4      |
| 2015/16         | Heracles Almelo  | Eredivisie      | 34         | 8          | 3     | 2     | 0              | 0              | 3      | 0      | 40     | 10     |
| 2016/17         | Heracles Almelo  | Eredivisie      | 4          | 1          | 0     | 0     | 2              | 0              | 0      | 0      | 6      | 1      |
| 2016/17         | AZ               | Eredivisie      | 29         | 2          | 4     | 2     | 7              | 0              | 2      | 0      | 42     | 4      |
| 2017/18         | AZ               | Eredivisie      | 6          | 0          | 1     | 0     | 0              | 0              | 0      | 0      | 7      | 0      |
| 2018/19         | AZ               | Eredivisie      | 0          | 0          | 0     | 0     | 2              | 0              | 0      | 0      | 2      | 0      |
| 2017/18         | Jong AZ          | Eerste divisie  | 10         | 0          | 0     | 0     | 0              | 0              | 0      | 0      | 10     | 0      |
| 2018/19         | → FC Groningen   | Eredivisie      | 14         | 1          | 0     | 0     | 0              | 0              | 2      | 0      | 16     | 1      |
| 2019/20         | PEC Zwolle       | Eredivisie      | 14         | 5          | 1     | 0     | 0              | 0              | 0      | 0      | 15     | 5      |
| 2019/20         | Al-Wakrah SC     | Qatari League   | 4          | 2          | 0     | 0     | 0              | 0              | 0      | 0      | 4      | 2      |
| 2020/21         | Ajman Club       | UAE League      | 4          | 0          | 0     | 0     | 0              | 0              | 0      | 0      | 4      | 0      |
| 2021/22         | RKC Waalwijk     | Eredivisie      | 20         | 0          | 4     | 1     | 0              | 0              | 0      | 0      | 24     | 1      |
| 2022/23         | RKC Waalwijk     | Eredivisie      | 12         | 5          | 1     | 0     | 0              | 0              | 0      | 0      | 13     | 5      |
| Carrière totaal | Carrière totaal  | Carrière totaal | 283        | 46         | 23    | 8     | 11             | 0              | 13     | 2      | 330    | 56     |

Bijgewerkt t/m 6 november 2022

## Erelijst
| Persoonlijk                        |    |         |
| Jupiler League Talent van het Jaar | 1x | 2011/12 |